# 雷姆斯河
48°52′25″N 9°16′29″E / 48.87361°N 9.27472°E

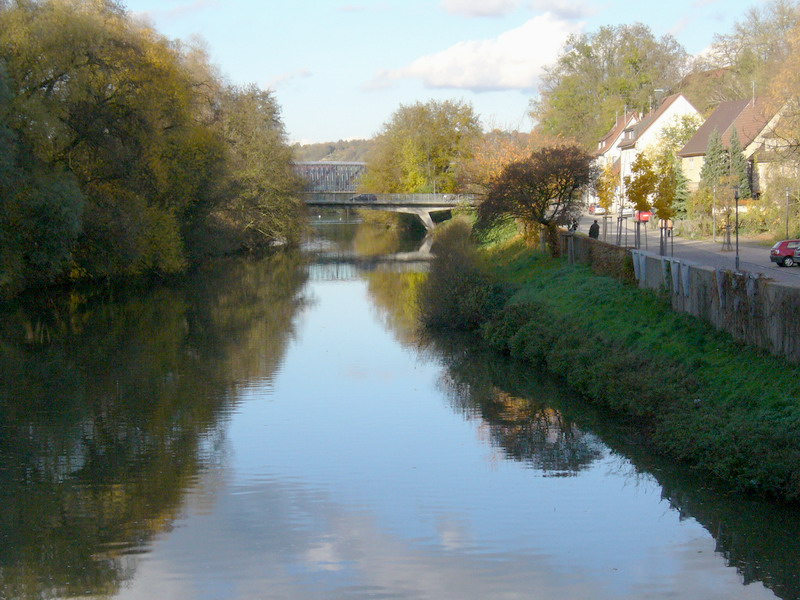

雷姆斯河（德語：Rems，發音：[ʁɛms]）是德國的河流，位於巴登－符騰堡州，屬於內卡河的右支流，河道全長78公里，發源自埃辛根，流經內卡河畔雷姆塞克、施瓦本格明德、洛爾希、普吕德豪森、绍恩多夫和雷姆斯哈爾登，河口處在魏布林根。